# Наранович, Павел Андреевич
Павел Андреевич Наранович (1801—1874) — русский врач-хирург, доктор медицины и хирургии, заслуженный профессор и начальник Санкт-Петербургской медико-хирургической академии, лейб-хирург. Тайный советник. Брат Петра Андреевича Нарановича.

## Биография
Родился в 1801 году в селе Чеплеевка Кролевецкого уезда Черниговской губернии, где его отец был настоятелем церкви. 
В десятилетнем возрасте был помещён в духовное училище в Новгород-Северске; затем учился в Черниговской духовной семинарии и, не окончив полного курса семинарии, в 1820 году поступил в Санкт-Петербургскую медико-хирургическую академию своекоштным студентом, а два года спустя был переведён на казённый счёт. В 1823 году по\вилась его первая публикация: статья «Хроническое воспаление сердца». С 1823 года был прозектором зоотомии; В 1824 году лекарем окончил академию и тогда же назначен ординатором Петербургского военно-сухопутного госпиталя и помощником прозектора анатомии при П. А. Загорском.
С 1829 года прозектор; в 1830 году — главный хирург действовавшей в Польше армии. 
В ноябре 1831 года возвратился в Санкт-Петербург и стал готовиться к докторскому экзамену и профессорской деятельности. Уже в феврале 1833 года, не имея еще докторской степени, Наранович был назначен исправляющим должность адъюнкт-профессора анатомии и помощником управляющего хирургическим инструментальным заводом (до 1839); был штаб-лекарем при лазарете Санкт-Петербургского монетного двора (в 1840 году был в нём главным врачом). Диссертацию под заглавием «Тrаctatus de herniis» он защитил 1 февраля 1836 года и был удостоен степени доктора медицины и хирургии. С 1839 по 1848 год — редактор «Военно-медицинского журнала».
В 1840 году был назначен помощником главного доктора 1-го военно-сухопутного госпиталя (Ярославская улица, 2) и вскоре был утверждён в должности экстраординарного профессора; в 1844—1862 годах руководил кафедрой описательной анатомии.
Вместе с Пироговым 14 мая 1842 года  был назначен, по Высочайшему повелению, членом комитета, учреждённого при медицинском департаменте военного министерства для пересмотра и улучшения хирургических инструментов. 
В 1840-х годах работал врачом в больнице Калгина на Большом проспекте Петроградской стороны, д. 1.
В 1849 году был оставлен при академии ещё на пять лет; с 19 сентября 1849 года — заслуженный профессор; с 30 марта 1852 года — действительный статский советник; 12 сентября 1852 года был избран в вице-президенты Общества русских врачей в Санкт-Петербурге.
В марте 1855 года был снова оставлен профессором анатомии, а 16 марта 1858 года был назначен лейб-хирургом Высочайшего Двора с оставлением во всех занимаемых должностях; сверх того, в том же году он был назначен консультантом-оператором больниц Обуховской, Св. Марии Магдалины, Петропавловской и занимал эти должности, с увольнением также от должностей профессора и помощника главного доктора 1-го военно-сухопутного госпиталя, до назначения его начальником Санкт-Петербургской военно-медицинской академии. В связи с назначением Нарановича с 1 января 1869 года непременным членом военно-медицинского учёного комитета, 16 марта 1869 года он был уволен от должности начальника академии. В тайные советники был произведён 17 апреля 1870 года. 
Последние годы своей жизни часто болел и умер 2 (14) января 1874 года в Царском Селе; похоронен на Малоохтинском кладбище в Санкт-Петербурге.

## Награды
- Польский знак отличия за военное достоинство 3-й ст. (1832)
- орден Св. Владимира 3-й ст. (1850; мечи к ордену — 1858)
- орден Св. Станислава 1-й ст. (1856)
- орден Св. Анны 1-й ст. (1861; императорская корона к ордену — 1866)
- прусский орден Короны 2-й ст. со звездой (1864)

## Семья
Первая жена — Мария Петровна Туманская (1811—08.01.1838). Их дети: Пётр (14.11.1830—30.07.1865), Николай (1835—1909), Александра (1837 — после 1900).
В 1838 году женился второй раз; с Александрой Яковлевной у них родились два сына и три дочери: Варвара (21.06.1839—?), Андрей (16.03.1841 — рубеж 1890-х), Константин (04.04.1845—24.07.1898), Екатерина (1845—18.05.1845), Анна.